# Radelchis
Radelchis I (ou Radalgis) (mort en mai/juin 851) est le trésorier, puis le prince lombard de Bénévent d'août 839 à sa mort en mai ou juin 851.
Radelchis est le trésorier du prince Sicard de Bénévent. Il obtient le trône après l'assassinat de ce prince dont il est possible qu'il soit l'instigateur et de l'emprisonnement du frère de celui-ci, Siconolf. Ce dernier s'établit finalement à Salerne dont il proclame l'indépendance et où il prend le titre de prince en 847 actant ainsi la division de la principauté de Bénévent. qui sera reconnue de jure  par le roi d'Italie Louis II le Jeune lors de sa « Divisio » de 849. Raldelchis règne 11 ans sur Bénévent selon le « Chronicon Salernitanum ».

## Union et postérité
Radelchis épouse une certaine Caretrudæ d'origine inconnue avec qui il a douze enfants dont :
- Ursus Gastald ;
- Radelgaire son successeur ;
- Adalgis de Bénévent, prince après son frère ;
- Aio évêque de Bénévent le 17 avril 840 mort après 886 ;
- Ladechis mort après 862 ;
- Arichis mort après 862.

## Sources
- (en) Gwatkin, H.M., Whitney, J.P. (ed) et al. The Cambridge Medieval History: Volume III. Cambridge University Press, 1926.
- (it) Caravale, Mario (ed). Dizionario Biografico degli Italiani: LXIII Labroca – Laterza. Rome, 2004.
- Chronica S. Benedicti Casinensis.
- L'art de vérifier les dates Chronologie historique des ducs de Bénévent
- Jules Gay L'Italie méridionale et l'Empire byzantin depuis l'avènement de Basile Ier jusqu'à la prise de Bari par les Normands (867-1071) Albert Fontemoing éditeur, Paris 1904 p. 636.
- René Poupardin Études sur l'histoire des principautés lombardes de l'Italie méridionale et de leurs rapports avec l'Empire franc. Paris : Champion, 1907. [Lire en ligne (Internet Archive)]
- Venance Grumel, Traité d'études byzantines, vol. I : La chronologie, Paris, Presses universitaires de France, 1958, 587 p. (lire en ligne).